# Фейлін (циклон)
Циклон «Фейлін» (англ. Cyclone Phailin) — найсильніший тропічний циклон, який досяг Індії після циклону Одіша 1999 року. доки циклон Ампан не вразив Західну Бенгалію в травні 2020 року. 
Представники уряду штату Одіша заявили, що постраждалими можуть бути близько 12 мільйонів людей. Циклон спричинив найбільшу евакуацію в Індії за 23 роки: понад 550 000 людей перемістилися з берегової лінії в Одіші та Андгра-Прадеш у безпечніші місця. Загальні збитки від шторму оцінюються в 260 мільярдів рупій (4,26 мільярда доларів США).

## Метеорологічна історія

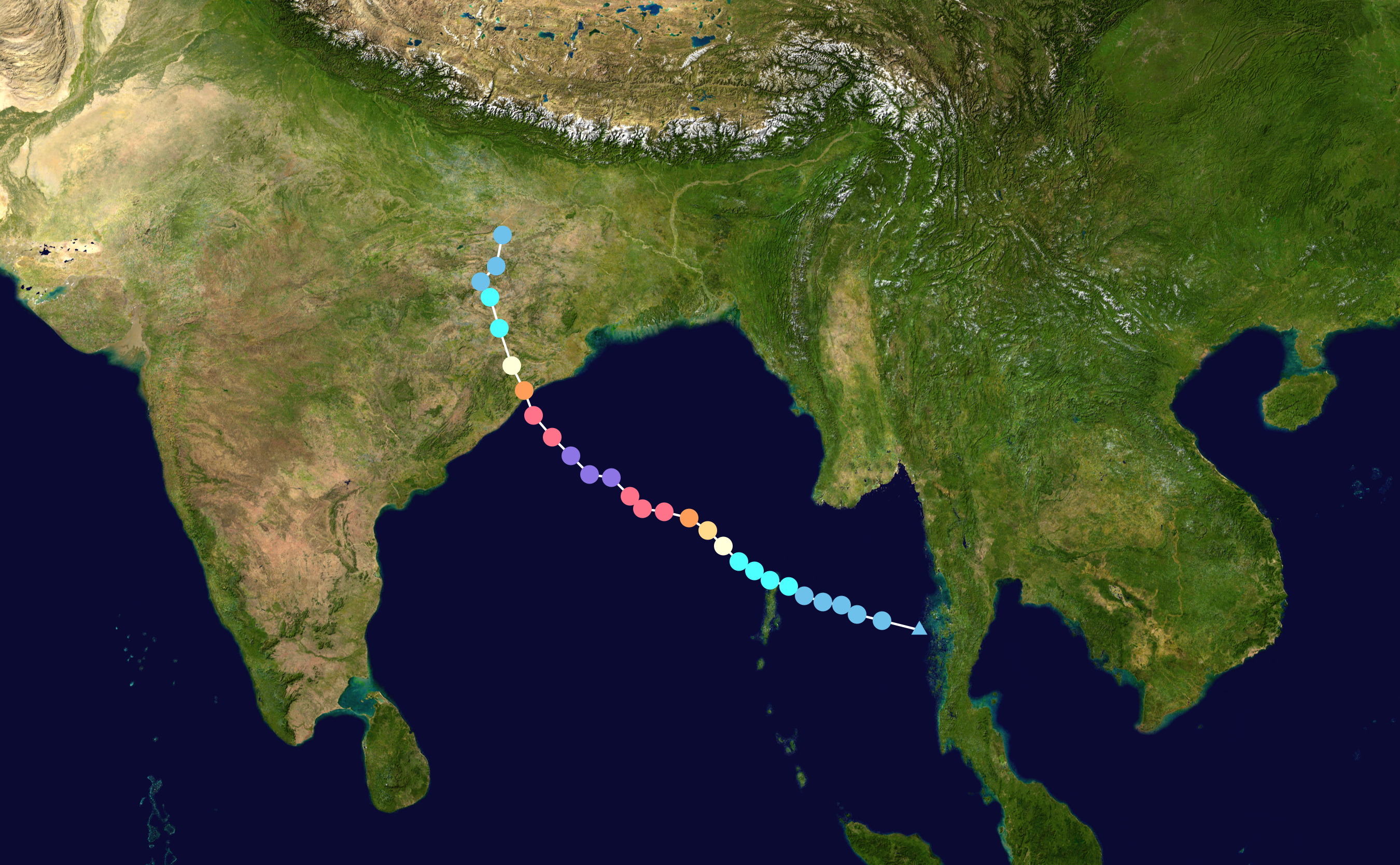
Карта шляху і інтенсивності Циклону Фейлін

4 жовтня Метеорологічне управління Японії почало спостерігати за тропічною депресією, яка розвинулася в Сіамській затоці, приблизно за 400 км (250 миль) на захід від міста Хошимін у В’єтнамі. Протягом наступних кількох днів система рухалася на захід в межах області слабкого або помірного вертикального зсуву вітру, перш ніж вона пройшла над Малайським півостровом і вийшла з басейну Західної частини Тихого океану 6 жовтня. Згодом система вийшла в Андаманське море протягом наступного дня, перед тим Індійський метеорологічний департамент почав моніторинг системи як депресія BOB 04 рано 8 жовтня. Протягом цього дня система рухалася на північний-захід до середовища, сприятливого для подальшого розвитку, раніше IMD повідомляв, що система стала глибокою депресією рано 9 жовтня, оскільки вона посилювалася та консолідувалася далі. Об'єднаний центр попередження про тайфуни згодом ініціював консультації щодо депресії та визначив її як тропічний циклон 02B, перш ніж система трохи ослабла, коли він проходив поблизу Маябандера на Андаманських островах і рухався до Бенгальської затоки. Після переходу в Бенгальську затоку система швидко реорганізувалася, рухаючись уздовж південного краю субтропічного хребта високого тиску. IMD повідомило, що система посилилася до циклонічного шторму, і назвала його Фейлін.

Циклон «Фейлін» що виходить на узбережжя Одіші, 12 жовтня

Після того, як його назвали Фейлін швидко посилився й став еквівалентом урагану 1 категорії за шкалою ураганних вітрів Саффіра–Сімпсона (SSHWS) рано 10 жовтня. Після того, як смуги атмосферної конвекції загорнулися в центр циркуляції низького рівня й формується особливість ока. Пізніше того ж дня IMD повідомило, що система стала дуже сильним циклонічним штормом, перш ніж JTWC повідомив, що Фейлін став еквівалентним урагану 4 категорії за SSHWS, після того, як він швидко посилювався протягом цього дня. Рано наступного дня система пройшла цикл заміни очної стінки та сформувала нову очну стінку, яка згодом консолідувалася. Після того, як нова стінка ока зміцнила систему, вона дещо посилилася, і JTWC повідомив, що система досягла свого піку інтенсивності з 1-хвилинною стійкою швидкістю вітру 260 км/год (160 миль/год), що еквівалентно вітру ураган 5 категорії на SSHWS. Рано 12 жовтня система почала слабшати, оскільки вона пройшла другий цикл заміни очної стінки, перш ніж око почало швидко погіршуватися, коли він рухався до узбережжя Індії. Пізніше того ж дня система досягла берега поблизу Гопалпура в Одіші, приблизно о 22:30 за IST (17:00 UTC), майже на піку інтенсивності. Після того, як система вийшла на сушу, JTWC випустив остаточну консультацію щодо Фейлін; наступного дня IMD повідомило, що система ослабла до циклонічного шторму. 14 жовтня циклон ослаб і перетворився на добре помітну зону низького тиску, і IMD опублікував свої останні рекомендації щодо шторму.

## Підготовка та наслідки

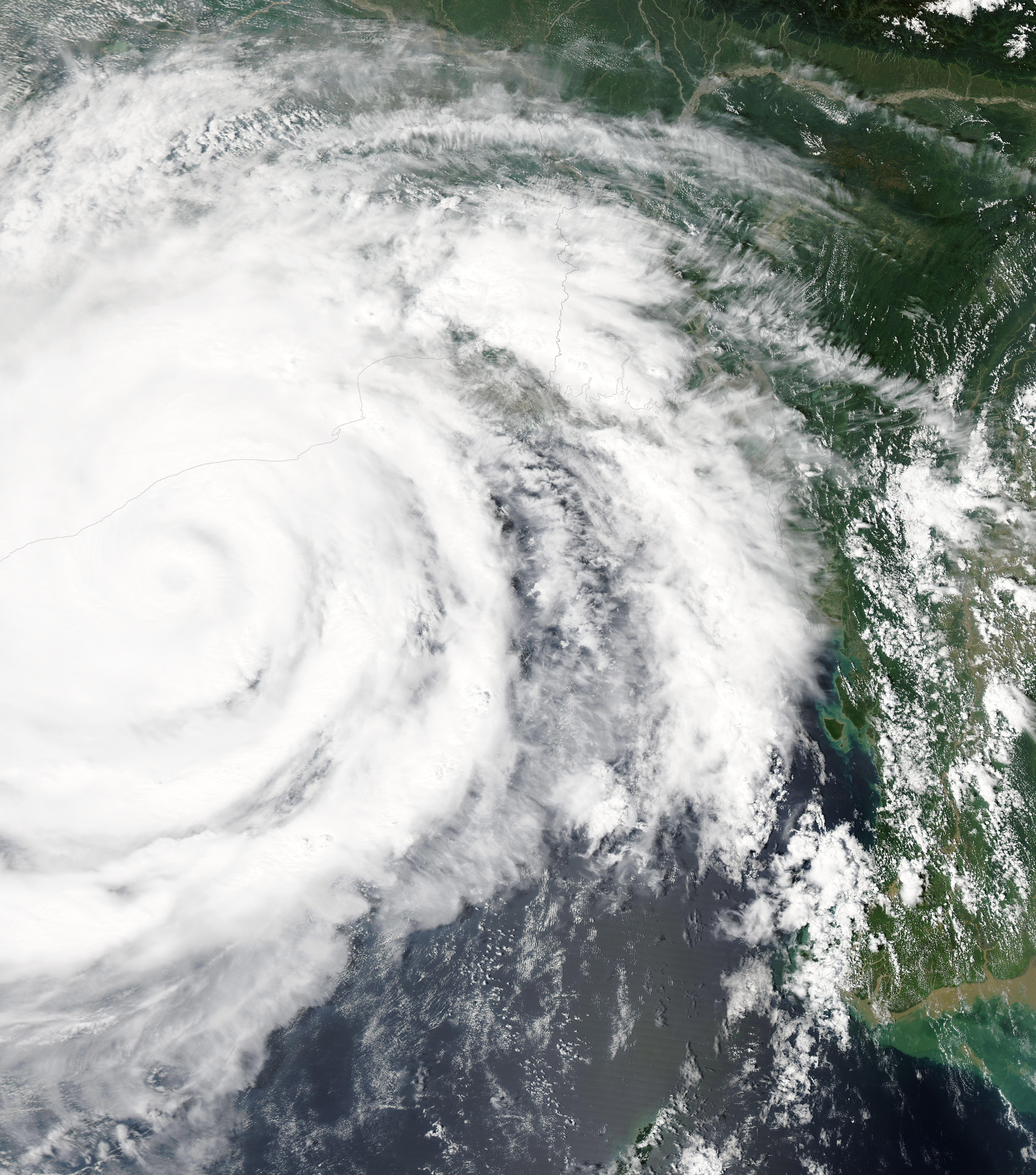
Фейлін у своєму циклі заміни очних стінок, наближаючись до виходу на сушу 12 жовтня 2013 року.

### Індія
Загалом в Індії загинули 46 людей, а економічні збитки досягли 260 мільярдів рупій (4,26 мільярда доларів США).

#### Андаманські та Нікобарські острови
8 жовтня IMD попередив Андаманські та Нікобарські острови, що протягом наступних двох днів над островами та навколишніми морськими акваторіями буде зареєстровано швидкість вітру до шквалу. Вони також попередили, що над островами випадуть дуже сильні опади, а також очікується пошкодження солом’яних хатин, ліній електропередачі та зв’язку. Ці попередження діяли до 11 жовтня, коли IMD зазначила, що подальших несприятливих погодних умов над Андаманськими та Нікобарськими островами не буде. На островах Управління охорони здоров’я відкрило медичний табір у Рангаті, а заступник комісара, поліція та пожежна служба заявили відсутність жертв. У період з 8 по 10 жовтня загальна кількість опадів становила 734 мм (28,9 дюйма) і 434 мм (17,1 дюйма) у Маябандері та на Лонг-Айленді.

#### Андгра-Прадеш
Уряд штату Андхра-Прадеш і головний міністр зустрілися з представниками армії та флоту з проханням допомогти, якщо це буде потрібно. Працівники комунальних служб, які страйкували проти поділу штату Андгра-Прадеш, скасували свій страйк частково через загрозу циклону для прибережних районів. Уряд штату наказав евакуювати 64 000 людей, які проживають у низинних районах.
Прибережні райони штату уникли сили циклону. Проте в районі Шрікакулам пройшли сильні дощі та шквальний вітер, який виривав з корінням високі дерева та електричні стовпи, внаслідок чого в районах було припинено електропостачання. Throughout the state, one person was killed and damage amounted to ₹500 million (US$8.2 million). По всьому штату одна людина була вбита, а збитки склали 500 мільйонів рупій (8,2 мільйона доларів США). Загалом 134 426 людей було евакуйовано внаслідок шторму.

#### Одіша

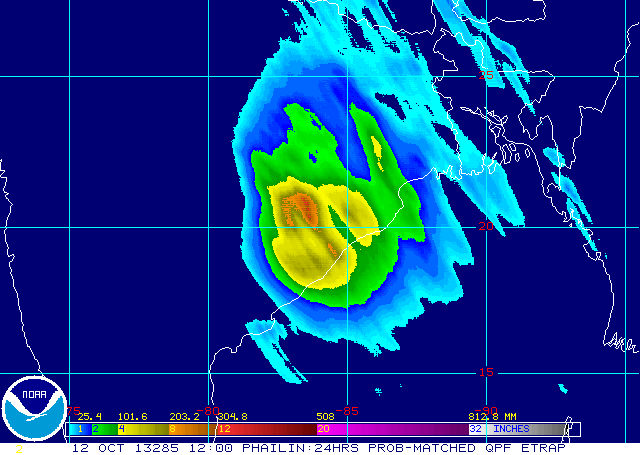
Прогноз опадів на 24 години

Уряд Одіші та його агентство OSDMA евакуювали близько мільйона людей до сховищ від циклонів. Сигнал віддаленого штормового попередження було підвищено до двох у портах штату Парадіп і Гопалпур. Головний міністр Одіші написав міністру оборони Союзу з проханням підтримати персонал оборони, зокрема військово-повітряних сил і флоту, для рятувальних операцій та операцій з надання допомоги. Уряд Одіші організував надання понад 1 000 560 продуктових пакетів для допомоги. Гелікоптери ВПС Індії залишалися в готовності в Західній Бенгалії, щоб негайно прийти на допомогу. Загалом 1 154 725 людей були евакуйовані внаслідок шторму та наступних повеней у штаті..
Через сильний дощ у Бхубанешварі загинула жінка після того, як на неї впало високе дерево. Поривчастий вітер призвів до повалення дерев і ліній електропередач. Також повідомлялося, що через сильний вітер в Одіші загинули ще семеро людей. Протягом 24 годин, у Бенкі та Балімундалі в Одіші випав сильний дощ 381 мм і 305 мм відповідно.
Коли шторм рухався вглиб країни, швидкість вітру зросла зі 100 км/год (62 миль/год) до 200 км/год (120 миль/год) протягом 30 хвилин. Брахмапур , місто, яке є найближчим до точки виходу на сушу, зазнало руйнувань, спричинених штормовими вітрами, з поваленими деревами, вирваними з корінням електричними стовпами та розбитими стінами в різних місцях міста. Проте, за даними міської поліції, жодних повідомлень про пошкодження майна чи людей не надходило. Станом на 18 жовтня повідомляється про 44 загиблих в Одіші.
Сильний вітер які циклон приніс до озера Чиліка, найбільшої прибережної лагуни Індії, де проживає велика кількість видів тварин і рослин, що знаходяться під загрозою зникнення, вдарили по екосистемі, на відновлення якої можуть знадобитися роки. Мангрові зарості були викорчовані на кілометри. Морська вода залишила величезні ділянки землі, непридатні для дерев або диких рослин. Хоча циклон пощадив найвідоміших мешканців Чіліки — дельфінів, є кілька проблем.
Збитки в Одіші склали 42,42 мільярда рупій (696 мільйонів доларів США). Фейлін пошкодив посіви понад 500 000 гектарів сільськогосподарських угідь по всьому штату.

#### Джаркханд
Протягом 13 жовтня проливний дощ із зовнішніх смуг Файліна обрушився на Джхаркханд. Загальна кількість опадів у Ранчі склала 74,6 мм (2,94 дюйма) , у Джамшедпурі — 52,4 мм (2,06 дюйма), а в Бокаро — 58,4 мм (2,30 дюйма).
За винятком удару блискавки рано вранці в селі Сімдрадхао в районі Гірідіх , в результаті якого загинула людина, за даними поліції, жодних повідомлень про жертви, пов’язані з дощем, у будь-якому місці штату не надходило. Управління з питань надзвичайних ситуацій та райдержадміністрації стежили за ситуацією.
Щонайменше 400 хатин було зруйновано після сильних дощів, що супроводжувалися штормом в районі Пакур у Джаркханді. У районі Гірідіх через сильні дощі було пошкоджено кілька опор мосту через річку Іпра.

#### Інші індійські Штати
У районах Західної Бенгалії, Чхаттісгарха, Біхару та східних частинах Уттар-Прадеш, ймовірно, пройдуть сильні опади та сильний вітер. Існує ризик падіння дерев і поломки опор світла чи електропередач. Однак наслідки тут не були такими серйозними, як в Одіші та Андгра-Прадеш.
Побоювалися, що торгове судно MV Bingo затонуло в морі біля узбережжя Західної Бенгалії через циклон Фейлін. Екіпаж з 20 осіб був помічений у рятувальних шлюпках береговою охороною та врятований.

### Непал

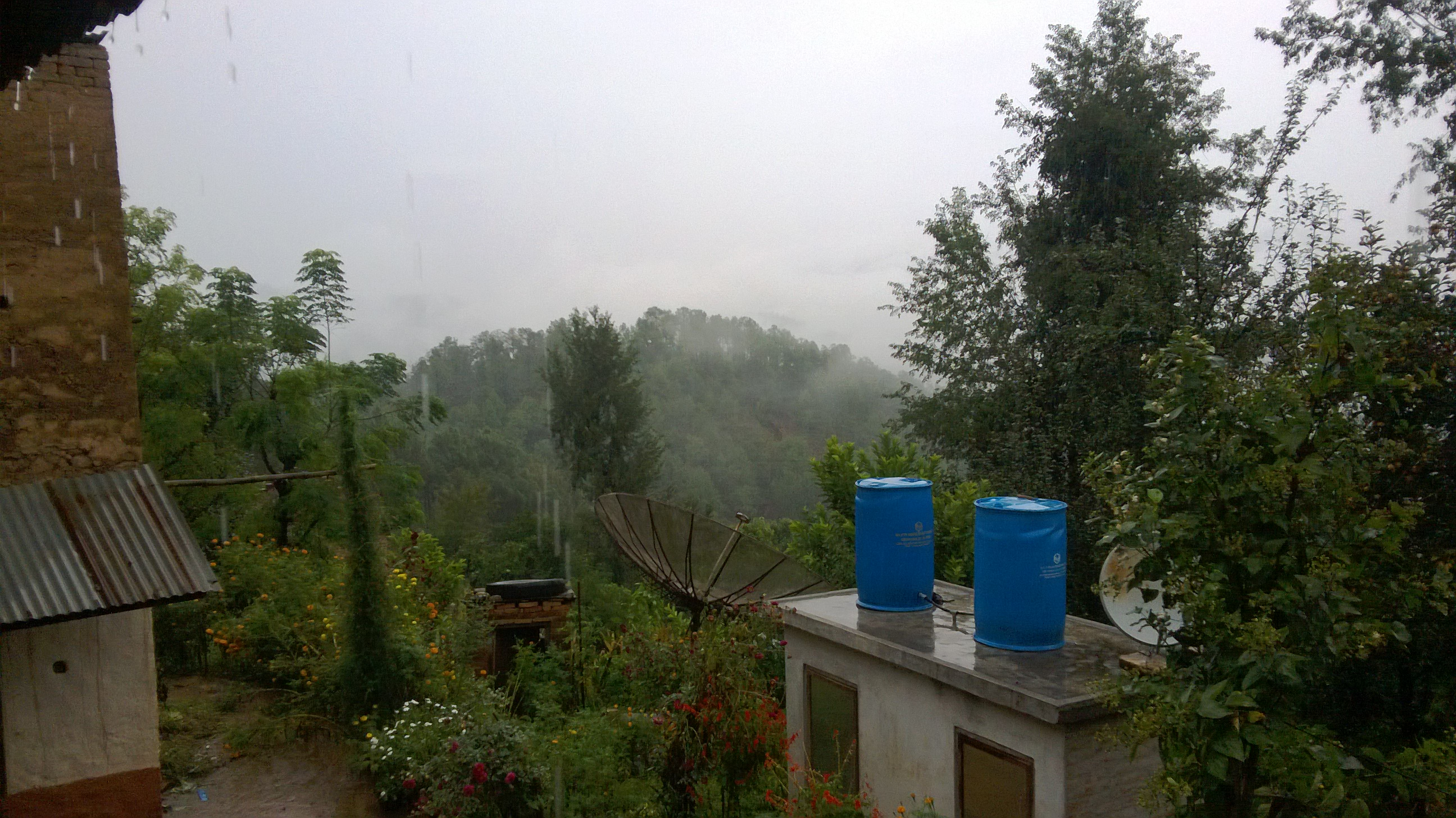
Жовтневий дощ, спричинений циклоном Фейлін у долині Панчхал

У східному регіоні Непалу пройшли сильні опади та вітри, тоді як у центральній та західній частині країни було слабше. З самого ранку 13 жовтня у східних і середньозахідних областях розпочалися опади, а вдень – і в центральних областях. Вплив циклону тривав до 15 жовтня. Великий непальський фестиваль Дашайн постраждав від жовтневого дощу. Це спричинило повінь у річках Коші та Ґандакі в Непалі.